# Човек живее само два пъти (роман)
„Човек живее само два пъти“ (на английски: You Only Live Twice) е роман на английския писател Иън Флеминг. Той е дванадесети от поредицата за Джеймс Бонд. Издаден е на 16 март 1964 г. от издателство Jonathan Cape.

## Сюжет
Внимание:  Текстът по-долу разкрива сюжета на произведението (или части от него)!
... След трагичната смърт на съпругата на Джеймс Бонд изминават няколко месеца. Потресен от тази трагедия Бонд започва физически и морално да запада. Той пие много, пуши и започва да пренебрегва задълженията си. Вече два пъти по негова
вина британското разузнаване търпи сериозно поражение. Въпреки симпатиите си към 007, „М“ решава да изпрати безполезния агент в оставка. Но един от най-опитните психолози на Секретната служба дава на „M”неочакван съвет: за да изведе Бонд от шоковото състояние, е необходимо да му се възложи абсолютно невъзможна задача. Това или ще го унищожи напълно или ще върне предишната му увереност.
„М“ извиква Бонд и му възлага изключително сложна задача. Бонд трябва да отлети до Япония и да създаде отношения на доверие с началника на тайните служби на Япония, Тайгър Танака. Японското разузнаване е разчело някои кодове на СССР, които се използват в Далечния изток, а сега има възможността да разчита строго секретната информация на съветското ръководство. Тази информация обаче японското разузнаване предоставя само на ЦРУ. Бонд трябва лично да се договори с Танака за предаване на информацията и на британците.
В Япония Бонд се среща с Тайгър Танака. Постепенно между тях възникват дружески отношения и дори Танака предава на Бонд много важна информация за плановете на СССР във Великобритания. Но пълно доверие още липсва. Танака е готов да помогне на Бонд и британското разузнаване само при едно условие. Бонд трябва да изпълни лично поръчение на Танака – да проникне в „Замъкът на смъртта“ и да убие „Дракона“. Бонд решава, че Танака просто го разиграва, но той му обяснява, че това е много сериозна работа.
... Преди известно време от Швейцария в Япония е дошъл известна д-р Гантрам Шатерхенд със съпругата си Ема. Купувайки изоставен замък на брега на морето, докторът, който се увлича от ботаниката, е решил да се създаде градина с уникални растения и животни. Скоро начинанието на лекаря е готово, но градината на Шатерхенд се оказва много странна. В нея са събрани само най-отровните и опасни растения и животни от всички краища на света. И тази градина е станала смъртоносен капан за много японци.
Според древните обичаи японецът може да изкупи срамът само със смъртта. Например, след Втората световна война, много японски военни, считайки капитулацията за позорна са си направили „харакири“. В момента, също са много чести случаите, когато японците изкупват позора си със самоубийство. Танака разказва Бонд за последния нечуван случай: едно младо момче, не успява да постъпи в университета, и решава, че е опозорил семейството си. Нещастникът отишъл на строежа и поставил главата си под чука, който забива пилони в замята.
„Градината на смъртта“ на доктор Шатерхенд се оказва истинска находка за самоубийците. От цяла Япония към нея се стичат хора, които искат да се самоубият. В тази ужасна градина могат да ядат отровни растения, да бъдат ухапани от отровна змия или да скочат в гейзра, за да се сварят живи. Вече повече от петстотин души са се възползвали от тази ужасна градина, за да умрат.
Властите не могат да направят нищо, защото докторът не нарушава никакви закони, а напротив, по-скоро се опитва да защити своята градина от проникване. Поради това, японските власти са взели неофициално решение – да унищожат доктор Шатерхенд и изпълнението на поръчката е поверено на Танака. Той от своя страна възлага изпълнението на „мръсната работа“ на Джеймс Бонд.
Бонд преминава през специална подготовка обучавайки се на японски бойни изкуства. После внимателно го гримират и Бонд се превръща в „рибар“, наречена Tаро Тодороки. С помощта на стария рибар Сузуки и очарователната му дъщеря Киси Сузуки, Бонд попада в „градината на смъртта“, незабелязано доплавайки с лодка. В градината става свидетел на няколко убийства и скоро Бонд вижда „доктор Шатерхенд“, който се разхожда със съпругата си „Ема“. Бонд веднага ги разпознава – това са неговия най-зъл враг Ернст Ставро Блофелд и помощничката му Ирма Бунт (Операция „Мълния“ и В тайна служба на Нейно величество). Бонд се опитва да се промъкне в крепостта и да убие Блофелд, но попада в капан. Завеждат Бонд при Блофелд, и отначало той не разпознава в „японския рибар“ агент 007. Но тогава на помощ на Блофелд идва Ирма Бунт, която уверено казва, че това е Джеймс Бонд, човекът, който два пъти разрушава грандиозните престъпни планове на Блофелд.
Блофелд се опитва да разпитва Бонд, но той упорито мълчи. Тогава Блофелд заплашва Бонд с мъчения. На отвора на голям гейзер е монтиран стол, на всеки 15 минути гейзерът се изхвърля нажежена пара и кал. Ако през това време разпитваният не проговори, той ще бъде сварен жив. Поставят Бонд в този стол, и той се предава, започвайки да говори с Блофелд. Бонд, опитвайки се да спаси живота си, заплашва Блофелд че британското разузнаване знае за истинското лице на „доктор Шатерхенд“, но Блофелд не му вярва.
Блофелд решава лично да убие Бонд и се нахвърля върху него със самурайски меч. Бонд едва се отбранява с дървена пръчка. С последни усилия Бонд успява да хване за гърлото Блофелд и започва с дива ярост да души своя главен враг. Убивайки Блофелд, Бонд осъзнава, че единственият му шанс за спасение е да скочи от високия бряг в морето. Бонд запушва гейзера „за изтезания“, за да предизвика експлозия, и с помощта на малък въздушен балон, привързан за балкона, скача надолу. Балонът забавя падането, но служителите на Блофелд започват да стрелят. Един от куршумите ранява Бонд в главата и той пада във водата губейки съзнание. В този момент, запушеният гейзер се взривява и „замъкът на смъртта“ се разпада, погребвайки под развалините цялата банда на Блофелд и престъпничката Ирма Бунт.
Изследвайки руините на замъка японската полиция не може да намери тялото на Бонд, и затова всички решават, че той е загинал трагично. „M” лично написва некролога на най-добрия си агент ...
... Случаен свидетел на бягството на Бонд с балона и експлозията на „замъкът на смъртта“ става Киси, която е наблизо в рибарската лодка. Тя вижда как безчувственият „Tаро-сан” пада в морето, и го спасява. „Tаро” е жив, но е тежко ранен и не си спомня кой е. Киси обгрижва ранения „Таро“, а след това му обяснява, че той е нейния съпруг и японски рибар. Почти една година те живеят щастливо заедно в малко селце на брега на морето. Но един ден „Таро“ намира къс от вестник с думата „Владивосток“. Някакви смътни спомени възникват в съзнанието му, и „Таро“ решава, че именно във Владивосток ще може да разбере кой е той всъщност и защо се е оказал в Япония. Въпреки сълзите на преданата Киси „Таро“ незабавно тръгва за този съветски град ...

## Адаптации
Романът е екранизиран през 1967 г. във филма „Човек живее само два пъти“ (пети филм на „официалната“ „бондиана“), в който ролята на Джеймс Бонд се изпълнява от Шон Конъри.

## Интересни факти
Романът получава името си от първия ред на японското стихотворение „хайку“ написано от Джеймс Бонд:
| \| „ \| You only live twice: Once when you are born And once when you look death in the face \| “ \| |                                                                                      | Живееш само два пъти: Един, когато се раждаш. И един, тогава когато видиш смъртта в лицето. |
| „ | You only live twice: Once when you are born And once when you look death in the face | “                                                                                           |